# Richfield (Kansas)
Richfield es una ciudad ubicada en el condado de Morton en el estado estadounidense de Kansas. En el año 2010 tenía una población de 43 habitantes y una densidad poblacional de 16,54 personas por km².

## Geografía
Richfield se encuentra ubicada en las coordenadas 37°15′57″N 101°47′1″O / 37.26583, -101.78361 (37.265731, -101.783654).

## Demografía
Según la Oficina del Censo en 2000 los ingresos medios por hogar en la localidad eran de $37,813 y los ingresos medios por familia eran $12,083. Los hombres tenían unos ingresos medios de $33,750 frente a los $12,083 para las mujeres. La renta per cápita para la localidad era de $16,974. Alrededor del 10.3% de la población estaban por debajo del umbral de pobreza.